# Szolnokháza
Szolnokháza (románul Izvoarele) falu Romániávan, a Partiumban, Bihar megyében.

## Fekvése
Tasnádtól délnyugatra fekvő település.

## Története
A falut 1425-ben említette először oklevél Kyspachal néven. 
1850-ben Kis Paczalusa, Patzalusa, 1888-ban Kis Paczal (Új-Paczal), 1888-ban Kraszna-Paczalusa, 1888-ban Szilágy-Paczalusa, Újkispatak, Krasznapacalusa, Szolnokpacalusa 1913-ban Krasznaháza, Szolnokháza néven írták.
1533-ban Lelei Szilágyszegi János csögi birtokrészét 206 Ft-ért zálogba adta testvéreinek: Kyspaczal-i Csögi Máténak, Gergelynek és anyjuknak: Csögi Ferenc özvegyének: Dorottyának.
A 2002-es népszámláláskor 256 lakosa közül 124 fő (48,4%) román, 132 fő (51,6%) magyar nemzetiségű volt.